# Compressidens platyceras
Compressidens platyceras is een Scaphopodasoort, de plaats in een familie is nog onzeker. De wetenschappelijke naam van de soort is voor het eerst geldig gepubliceerd in 1897 door Sharp & Pilsbry in Pilsbry & Sharp.